# Щепино (Новгородская область)
Щепино — деревня в Батецком районе Новгородской области, входит в состав Передольского сельского поселения.
Ближайшие населённые пункты: деревни Ожогин Волочёк, Любенец, Лёжно, Михайловское. В 2,5 км к западу проходит линия Санкт-Петербург-Витебского отделения Октябрьской железной дороги. Ближайшая ж/д станция — Передольская.

## Примечания

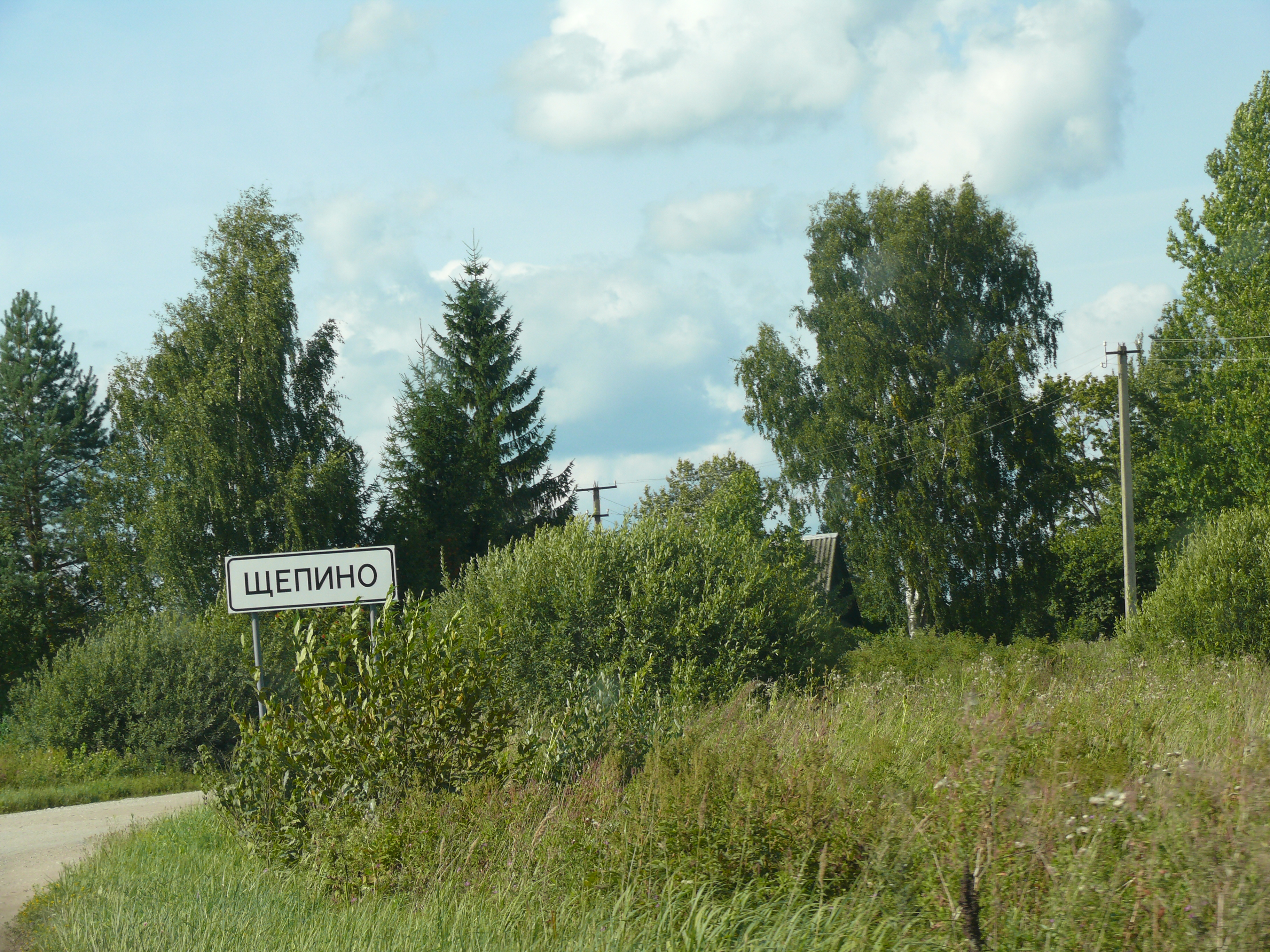
Въезд в деревню с южной стороны